# Meșendorf, Brașov
Meșendorf (în dialectul săsesc Meschenderf, Mešndref, în germană Meschendorf sau arhaic: Meschdorff, Mesche,  în maghiară Mese, latină: villa Meschonis) este un sat în comuna Bunești din județul Brașov, Transilvania, România.
Meșendorf se află la circa 8km spre vest de șoseaua Sighișoara-Rupea.

## Istoric
La recensământul din 1322 a domeniilor ce aparțineau fostei mănăstiri Cârța aparținând ordinului cistercian apare prima dovadă scrisă a existenței localității sub denumirea Messendorf. Într-un document din 1356 localitatea apare sub denumirea Mesche, iar în 1448 cu denumirea latină villa Meschonis. Un puternic incendiu a distrus aproape întreaga localitate în 1469. Începând cu anul 1474, când a fost desființată mănăstirea cisterciană Cârța, localitatea a intrat în administrarea Scaunului Sighișoarei.

## Populația
În 1941 localitatea avea 782 de locuitori, din care 552 de sași (70,6%); în 1992, mai erau 101 sași în localitate.
La recensământul populației și al locuințelor din martie 2002, localitatea mai avea 344 de locuitori, din care 199 români, 10 maghiari, 124 țigani și 7 germani.

## Monumente
În localitate există o biserică fortificată datând din sec. XIV – XVI, declarată monument istoric sub denumirea Ansamblul bisericii evanghelice fortificate, cu cod LMI BV-II-a-A-11734 (Cod RAN: 40731.03).
Biserica fortificată din sat a început să fie construită în secolul al XIV-lea în stil romanic, pentru ca mai apoi să fie restaurată în stil gotic. Biserica prezintă un „zwinger”, spațiu îngust între exteriorul zidului principal și un al doilea zid mai secund, paralel cu primul, cu rol de obstacol și capcană în calea prădătorilor.
La origine, biserica sală, în stil gotic timpuriu, avea un turn vestic și cor poligonal. În 1495 biserica a fost fortificată, ocazie cu care turnului i s-a adăugat un cat de apărare din lemn, iar bisericii corul și nava. În cursul lucrărilor de restaurare de la începutul sec. al XIX-lea au fost demolate bolțile bisericii, care se aflau în pericol de prăbușire, dar turnul a fost păstrat în forma sa medievală. Zidul de incintă a fost prevăzut inițial cu trei turnuri de apărare, din care două se mai păstrează și azi. O parte a zidului a fost demolată în 1888, pentru a crea spațiu pentru construirea școlii. Interiorul bisericii este decorat cu picturi baroce și de altarul triptic din 1693, deasupra căruia este amplasată orga construită în 1914 de Leopold Wegenstein. În amvon se află o clepsidră realizată din patru cilindri de sticlă. Aceasta permitea preotului și congregației să urmărească durata serviciului religios.

## Galerie imagini

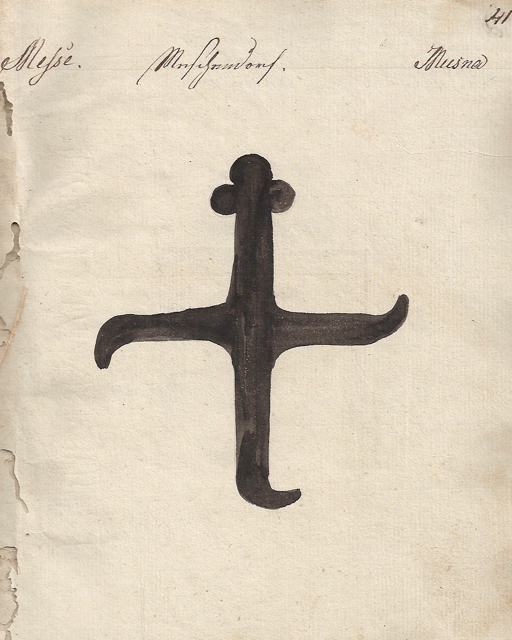
1826 - Danga pentru vitele din Meșendorf
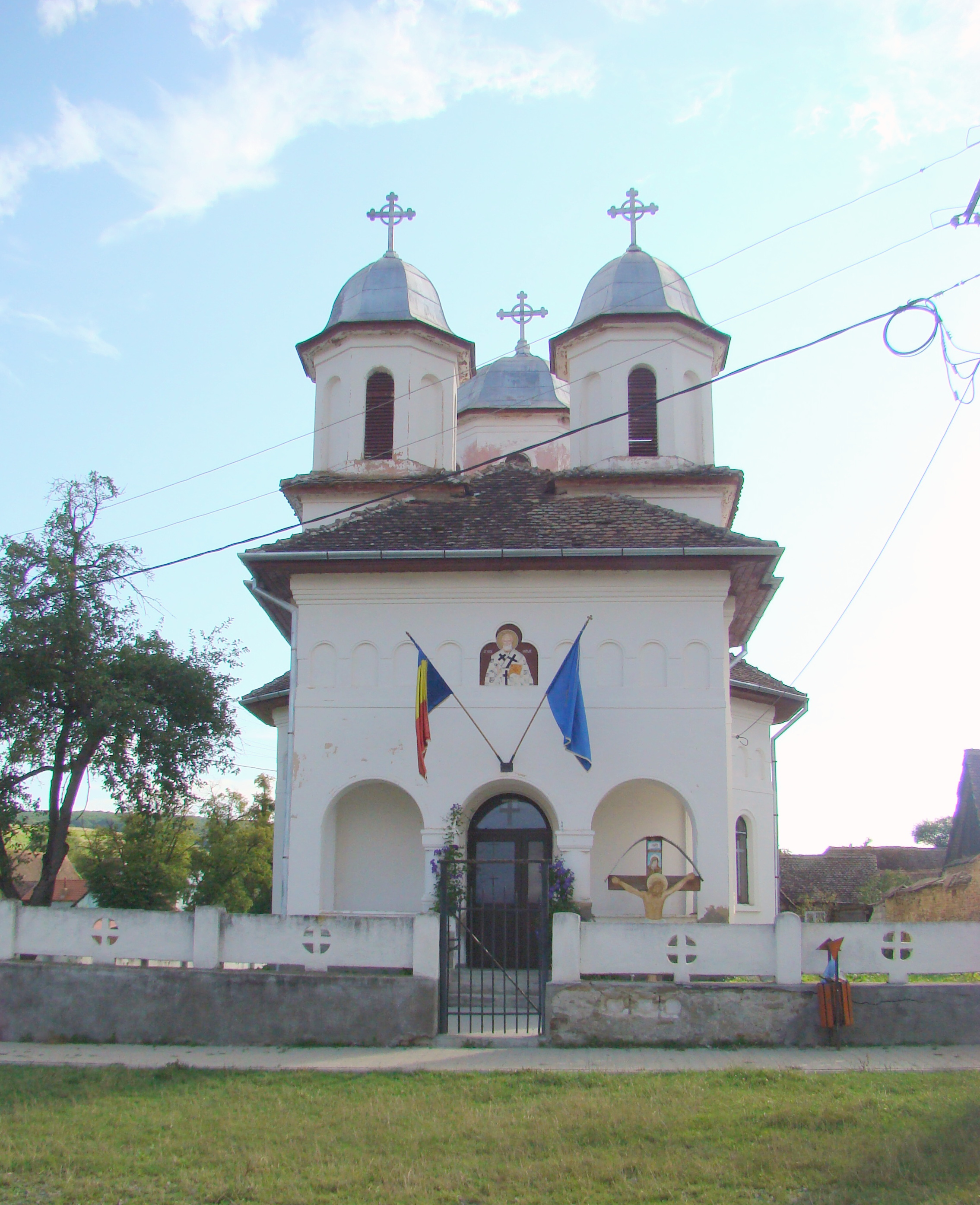
Biserica ortodoxă „Sfântul Ierarh Nicolae”
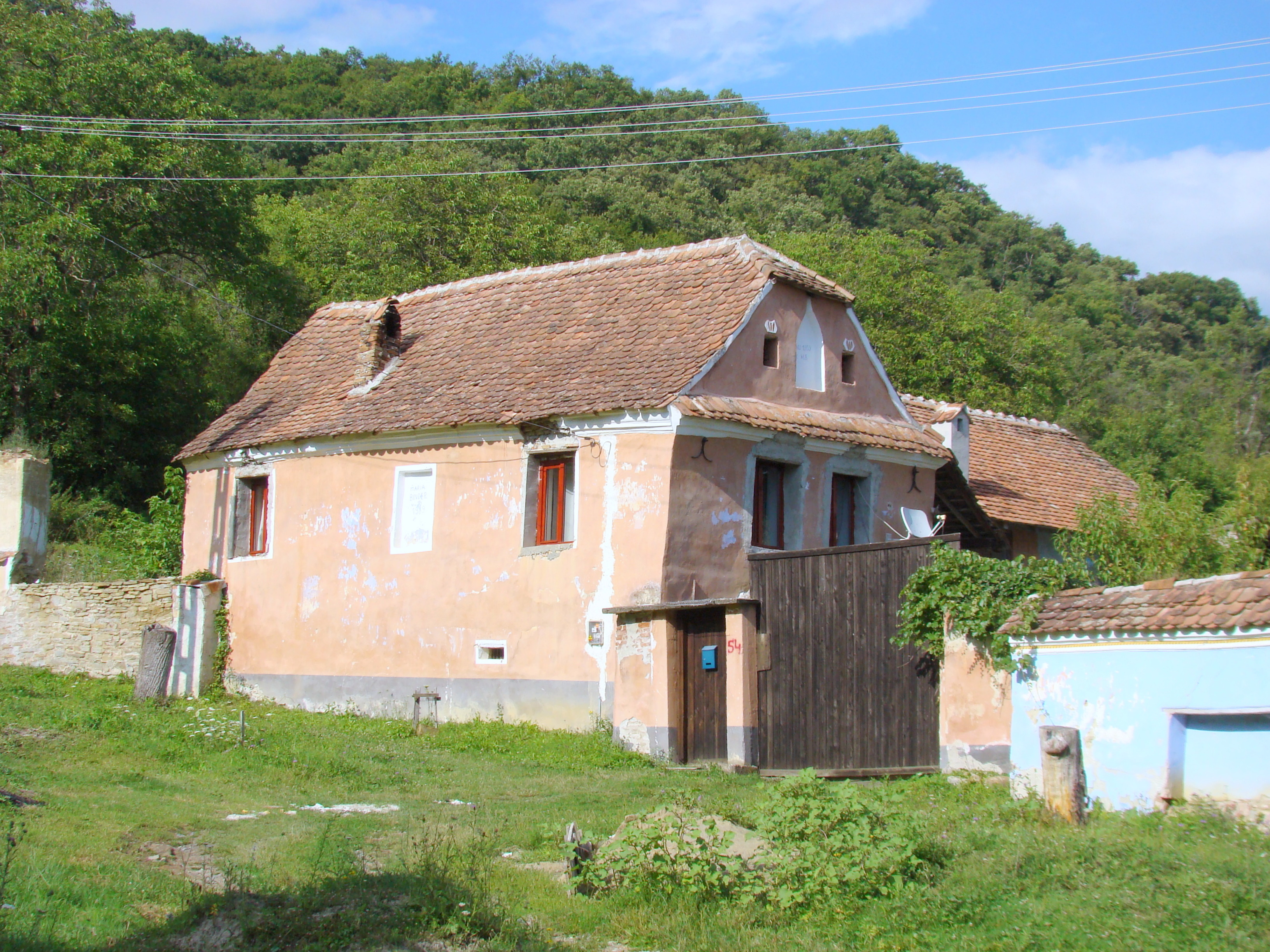
Ansamblul rural „Str. Principală” (monument istoric)
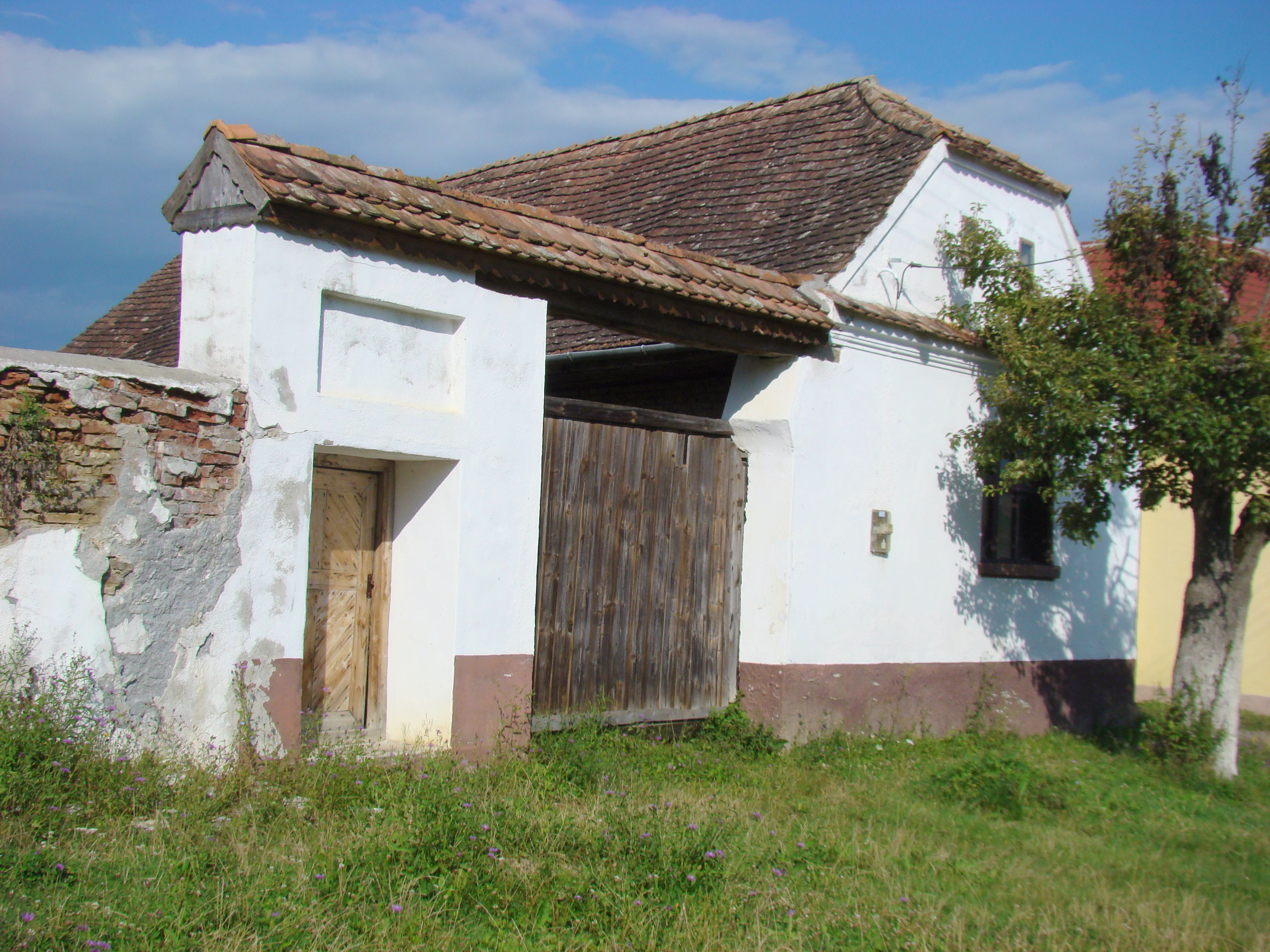
Ansamblul rural „Str. Principală” (monument istoric)
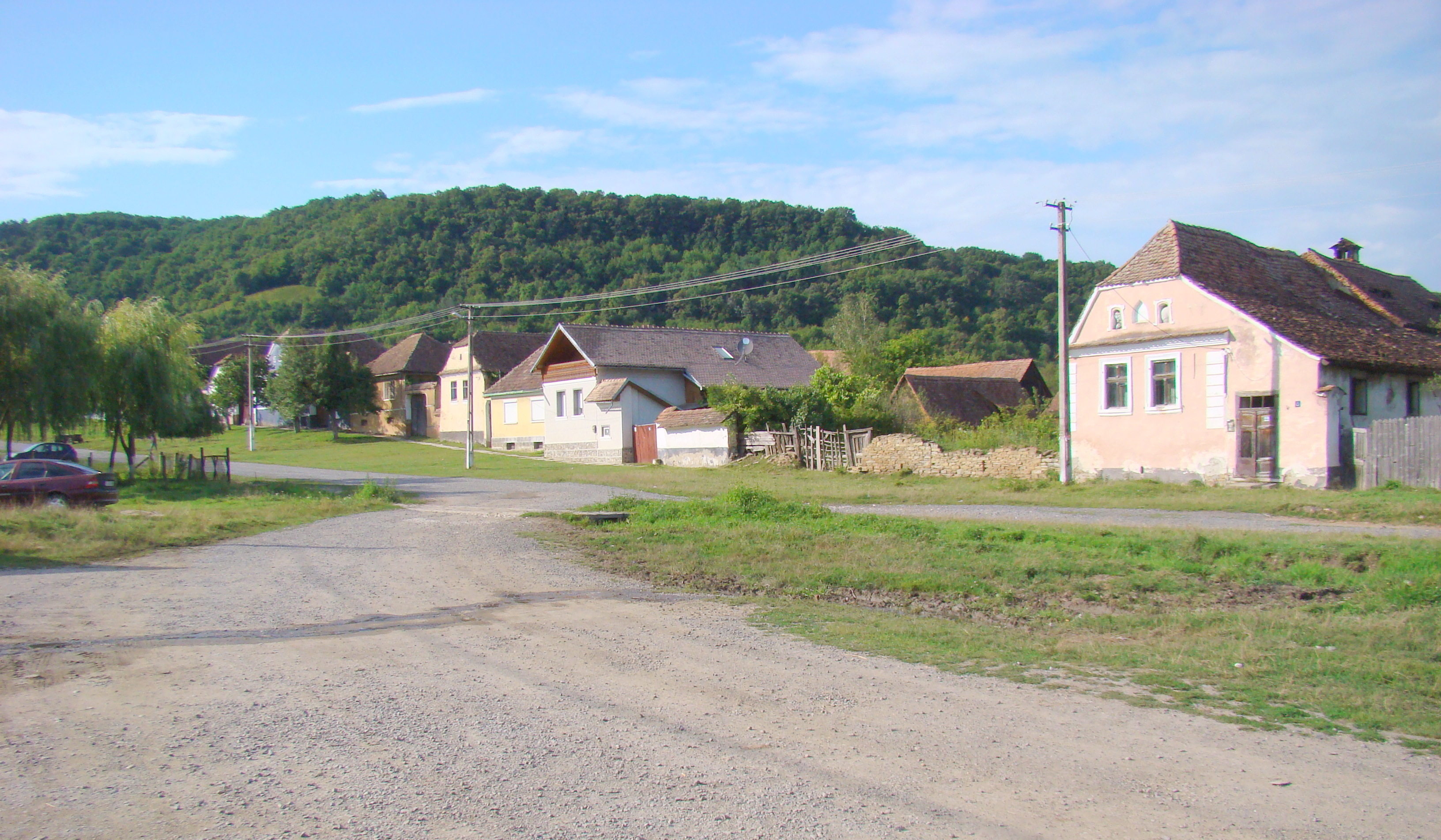
Ansamblul rural „Str. Principală” (monument istoric)
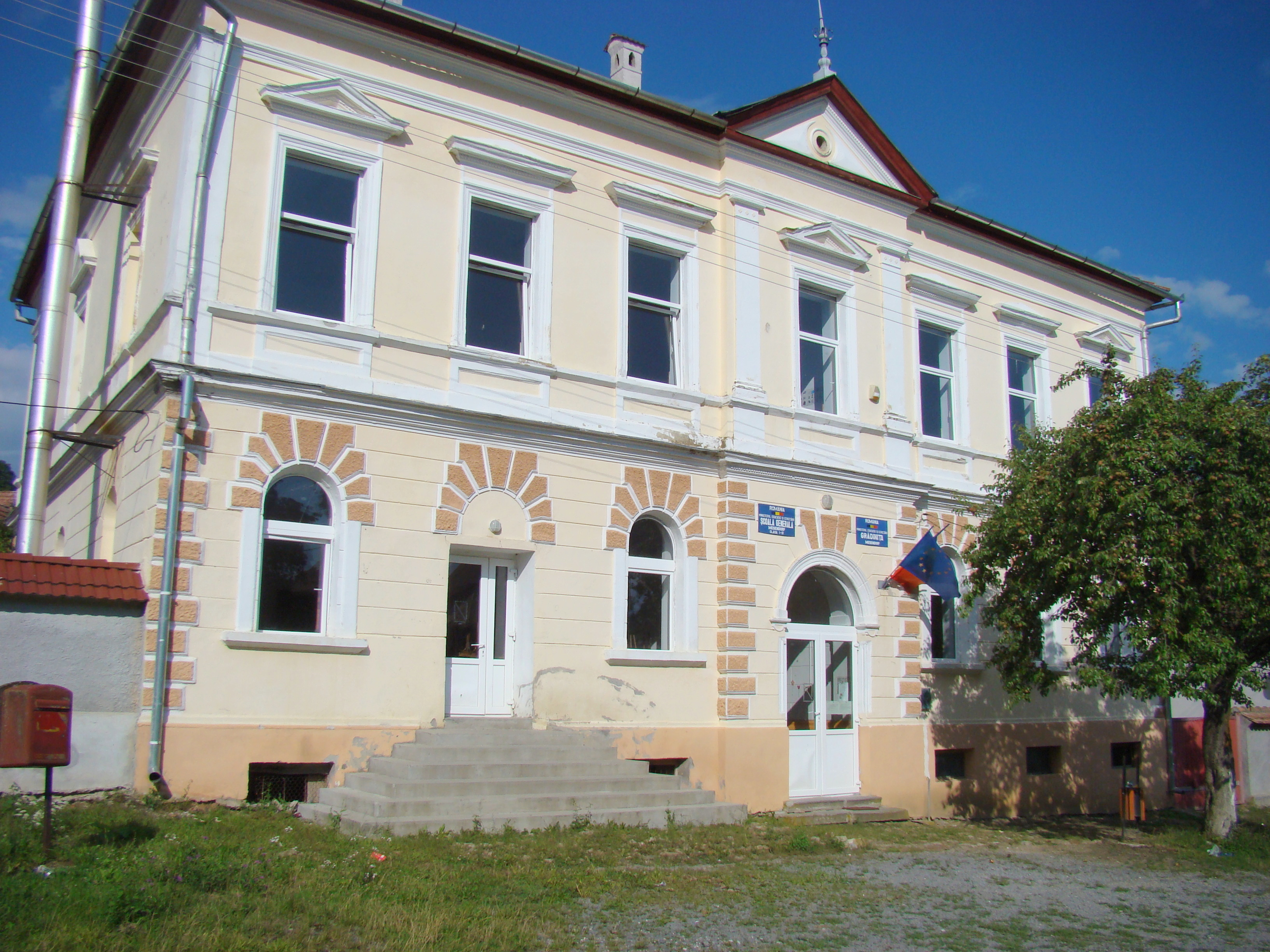
Școala
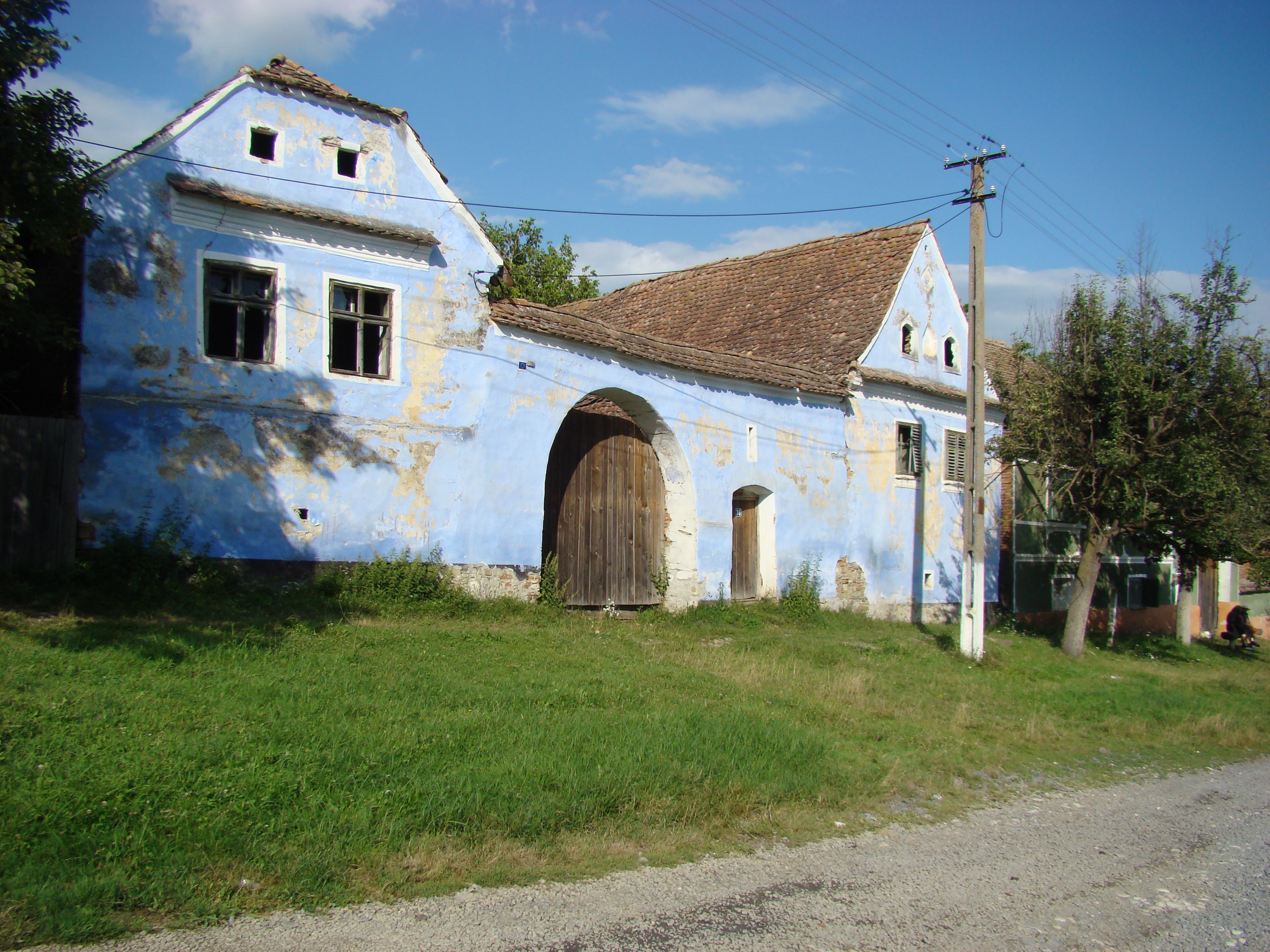
Ansamblul rural „Str. Principală” (monument istoric)
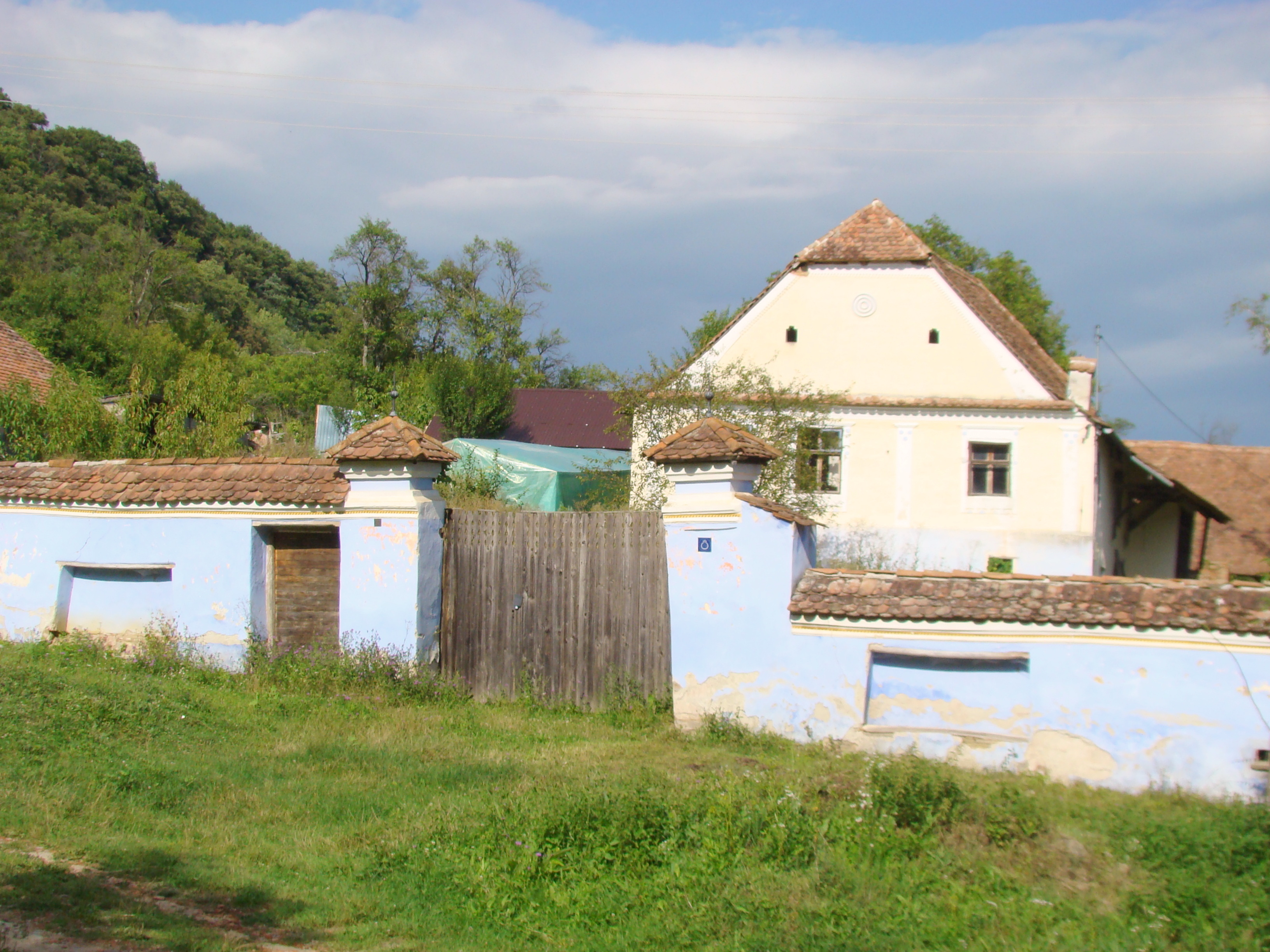
Ansamblul rural „Str. Principală” (monument istoric)
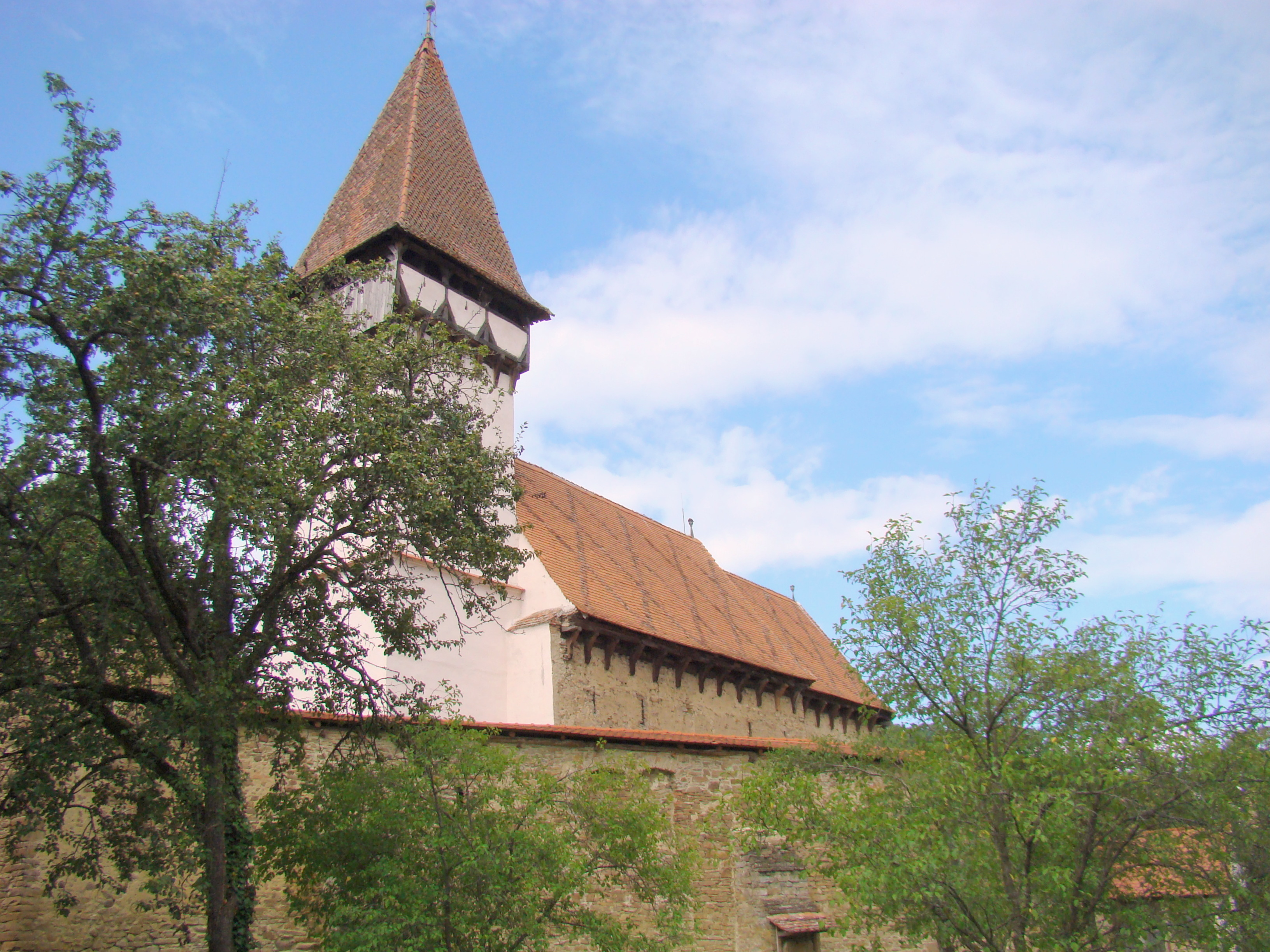
Biserica evanghelică (monument istoric)
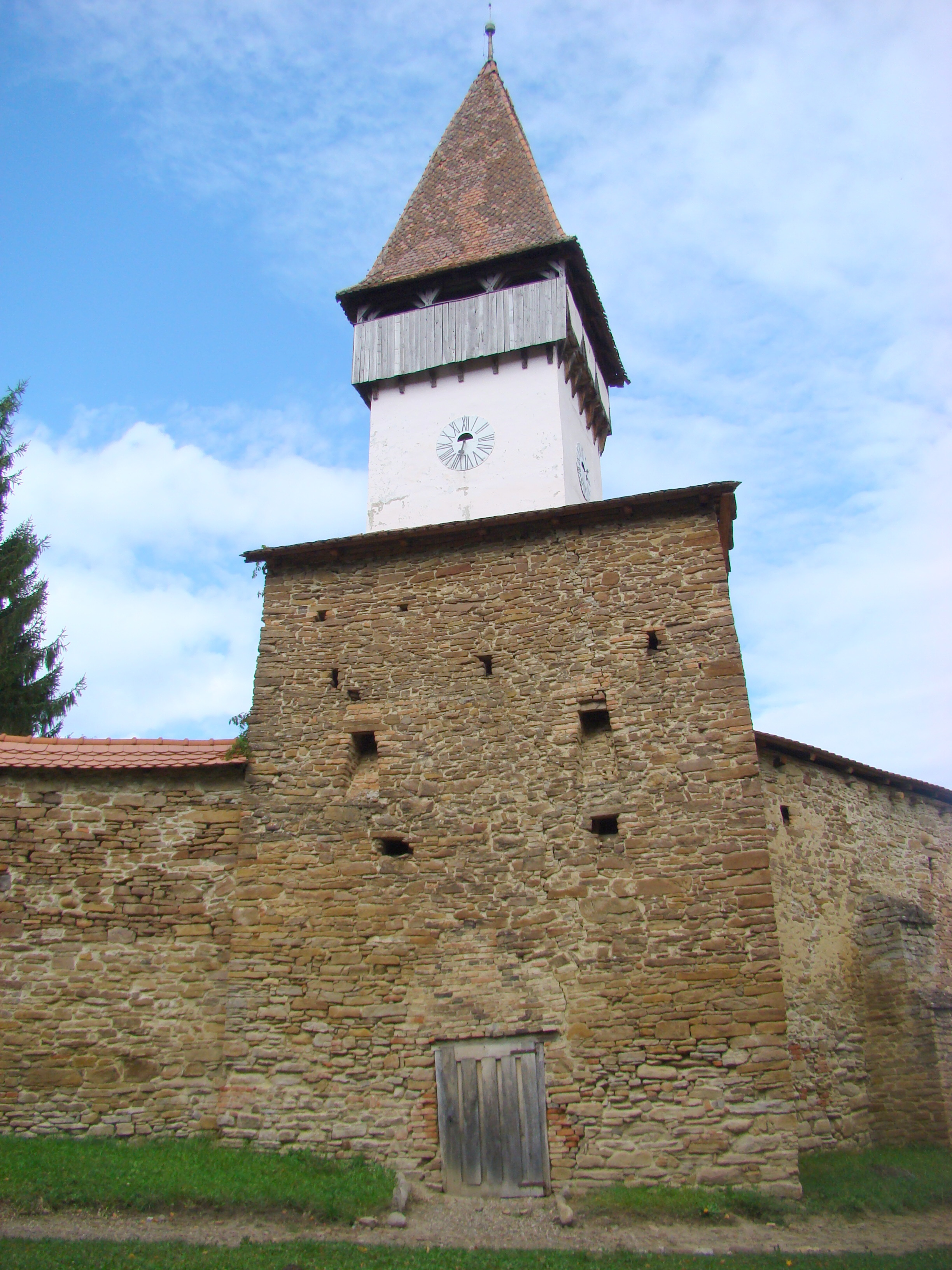
Turnul-clopotniță și o parte din fortificație
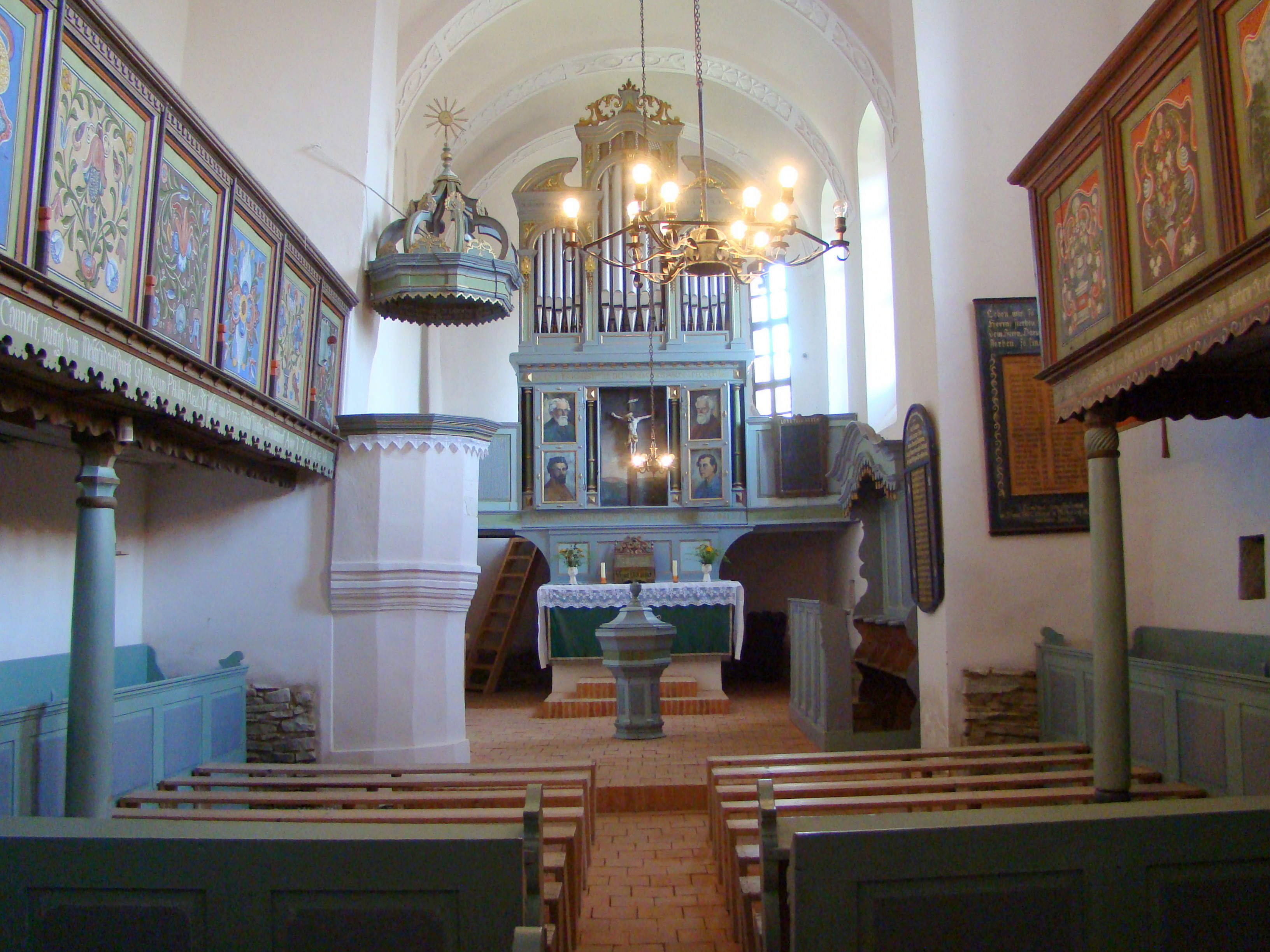
Nava spre altar
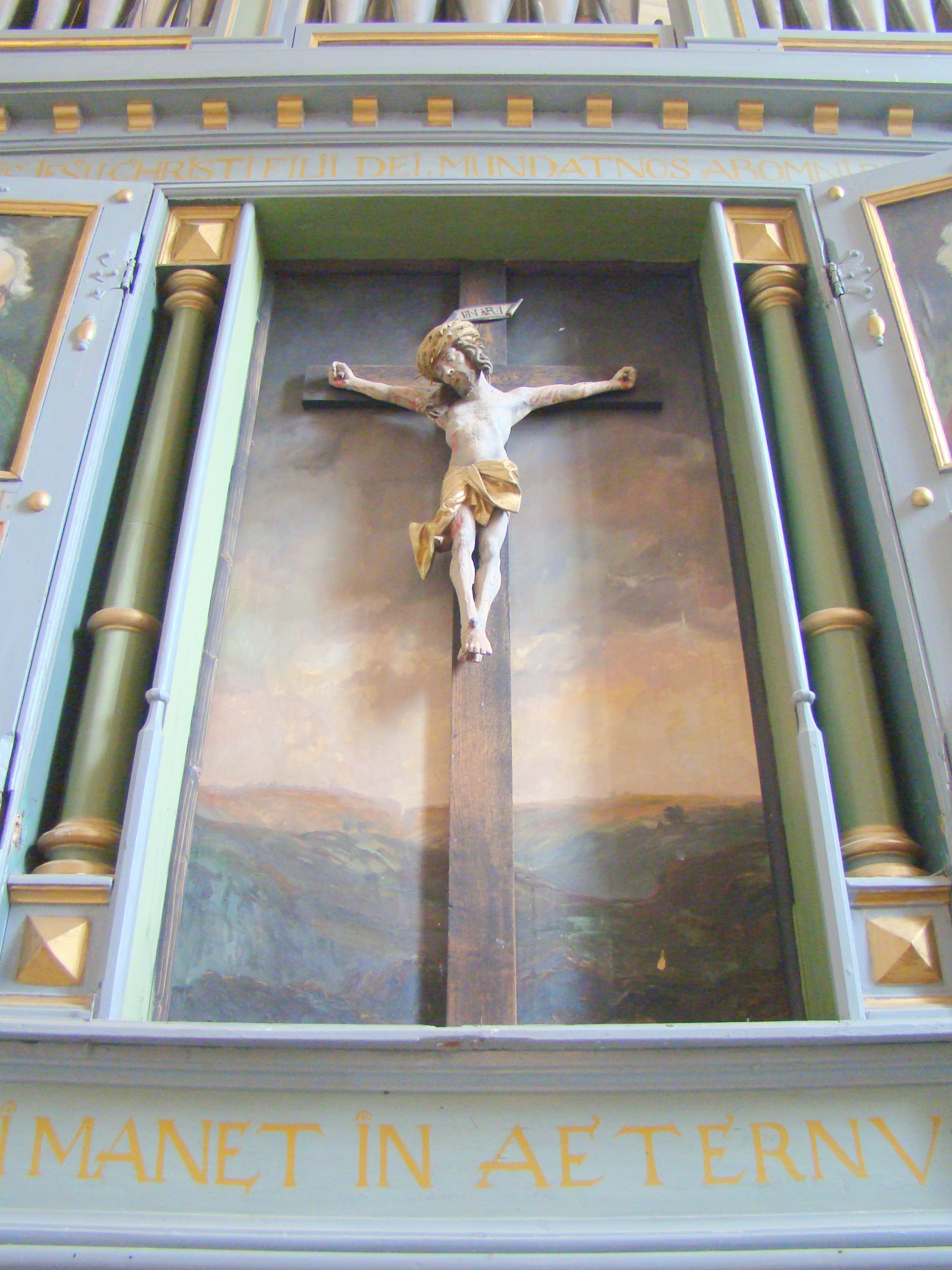
Altarul bisericii evanghelice
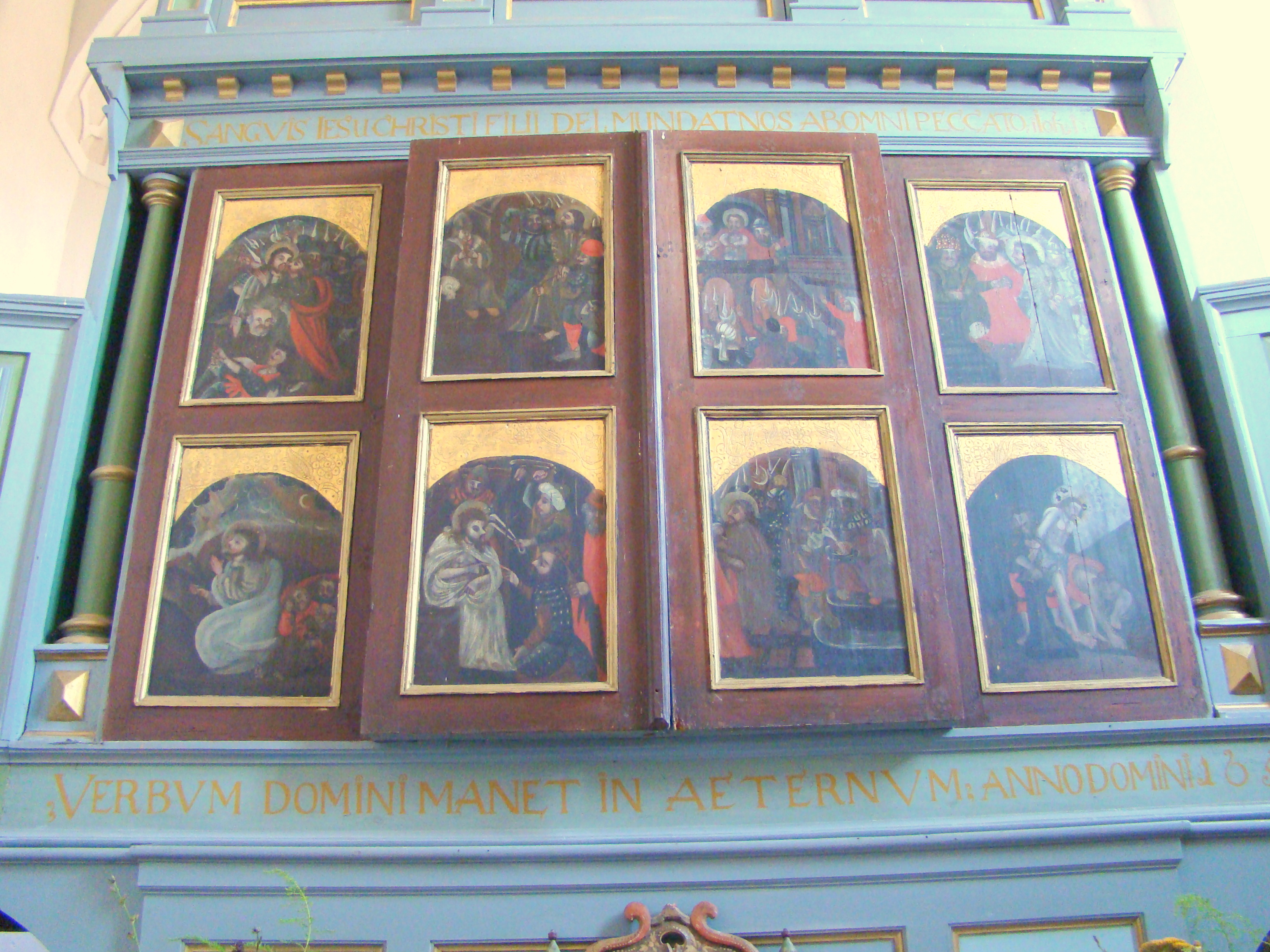
Altarul cu panourile laterale închise
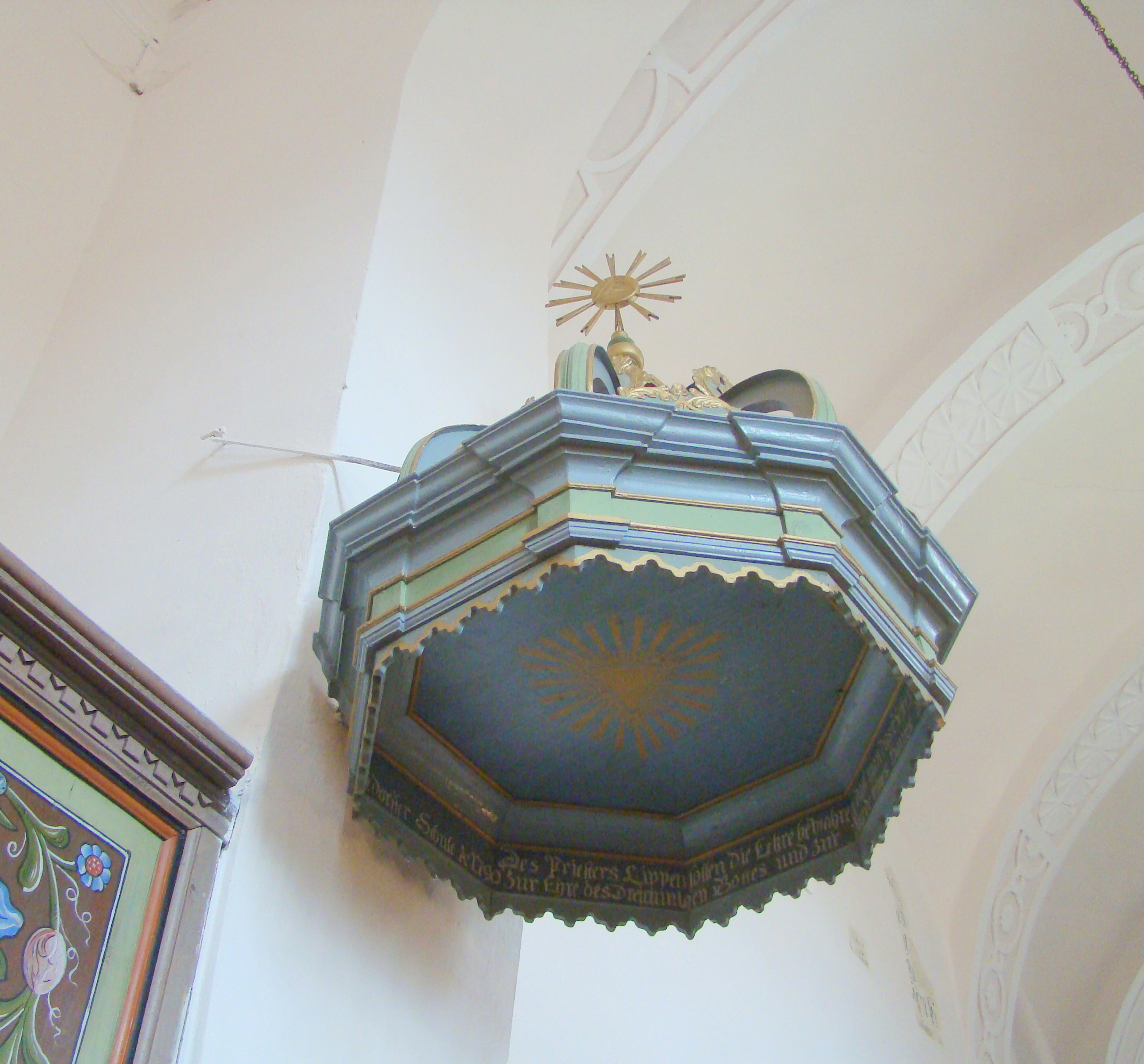
Coronamentul amvonului
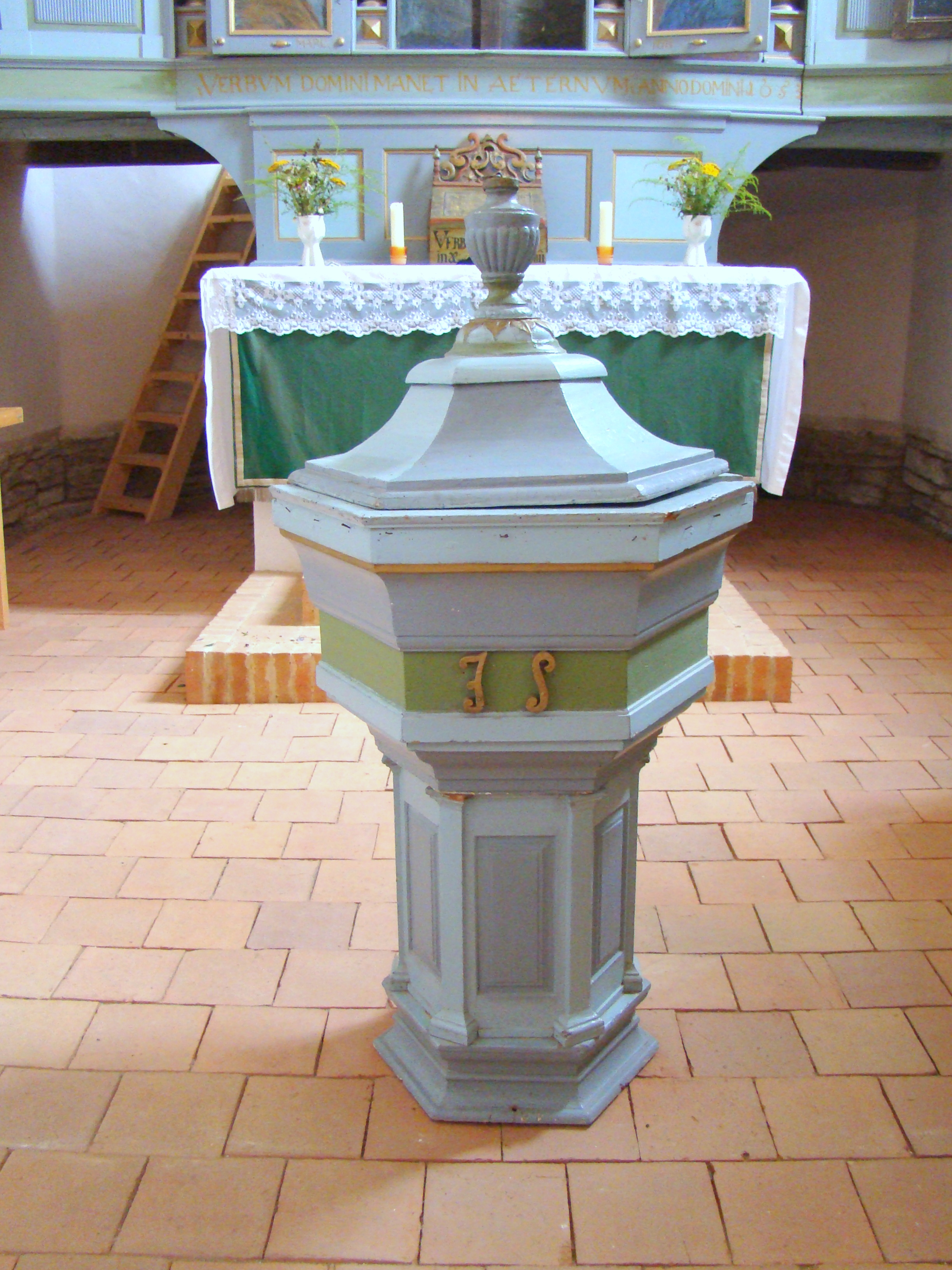
Cristelnița